# Brighton International 1998 - Qualificazioni doppio
Le qualificazioni del doppio del Brighton International 1998 sono state un torneo di tennis preliminare per accedere alla fase finale della manifestazione. I vincitori dell'ultimo turno sono entrati di diritto nel tabellone principale. In caso di ritiro di uno o più giocatori aventi diritto a questi sono subentrati i lucky loser, ossia i giocatori che hanno perso nell'ultimo turno ma che avevano una classifica più alta rispetto agli altri partecipanti che avevano comunque perso nel turno finale.
Le qualificazioni del doppio del torneo Brighton International 1998 prevedevano 4 coppie partecipanti di cui una è entrata nel tabellone principale.

## Teste di serie
1. Byron Talbot /  Greg Van Emburgh (ultimo turno)

1. Michael Kohlmann /  Lars-Anders Wahlgren (Qualificati)

## Qualificati
1. Michael Kohlmann  /   Lars-Anders Wahlgren

## Tabellone

### Legenda
| - Q = Qualificato - WC = Wild card - LL = Lucky loser | - ALT = Alternate - SE = Special Exempt - PR = Protected Ranking | - w/o = Walkover - r = Ritirato - d = Squalificato |

|  | Primo turno | Primo turno                           | Primo turno                           | Primo turno | Primo turno |  |  | Ultimo turno | Ultimo turno                          | Ultimo turno | Ultimo turno | Ultimo turno |  |
|  |             |                                       |                                       |             |             |  |  |              |                                       |              |              |              |  |
|  | 1           | Byron Talbot Greg Van Emburgh         | Byron Talbot Greg Van Emburgh         | 7           | 6           |  |  |              |                                       |              |              |              |  |
|  |             | James Davidson Nick Gould             | James Davidson Nick Gould             | 6           | 3           |  |  | 1            | Byron Talbot Greg Van Emburgh         | 6            | 2            | 6            |  |
|  | 2           | Michael Kohlmann Lars-Anders Wahlgren | Michael Kohlmann Lars-Anders Wahlgren | 6           | 6           |  |  | 2            | Michael Kohlmann Lars-Anders Wahlgren | 4            | 6            | 7            |  |
|  |             | Federico Browne Martin Rodriguez      | Federico Browne Martin Rodriguez      | 3           | 4           |  |  |              |                                       |              |              |              |  |